# فیلوماینه نانما
فیلوماینه نانما (به انگلیسی: Philomaine Nanema) همچنین فیلو (زادهٔ ۱۰ آوریل ۱۹۸۲) کمدین و بازیگر اهل بورکینافاسو است. او برندهٔ جایزهٔ ECOWAS در سال ۲۰۲۰ برای بهترین کمدین جوان شده است. فیلو در سال ۲۰۲۲، مجموعهٔ سلام دکتر (به انگلیسی: Hello Doc) که هدف آن تشویق ایمن‌سازی دربارهٔ کووید ۱۹ در آفریقا بود را اجرا می‌کرد.

## زندگی‌نامه
نانما در ۱۰ آوریل ۱۹۸۲ در ساحل عاج به دنیا آمد. کار او در ابتدا به عنوان مجری رادیو آغاز شد و سپس در سال ۲۰۰۶ اولین نمایش خود را انجام داد، که مربی او جرارد اودراگو بود. او در سال ۲۰۱۵ در پارلمان خنده شرکت کرد که از کانال + پخش شد.

## جوایز
- ۲۰۱۹: بهترین رویداد سرگرمی در MADIGO d'Or[۴]
- ۲۰۲۰: جایزهٔ بهترین کمدین جوان ECOWAS[۵][۶]
- ۲۰۲۱: بهترین کمدین در ۱۲ شخصیت فرهنگی سال (PCA)[۷]